# Francina Margaretha van Huysum
Francina Margaretha van Huysum (getauft am 7. Januar 1707 in Amsterdam; begraben am 10. April 1780 ebenda) war eine niederländische Malerin.

## Leben und Werk

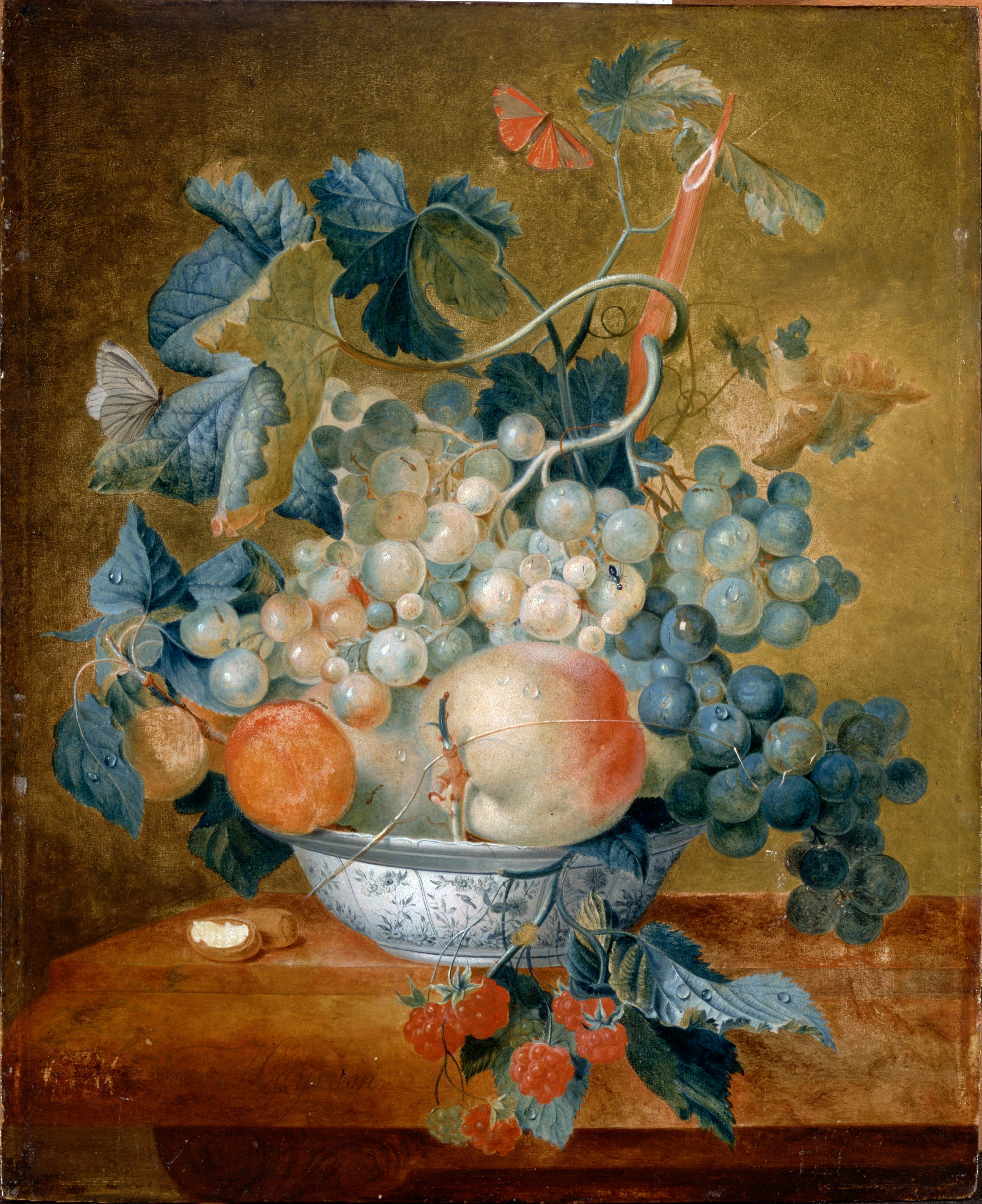
Stillleben

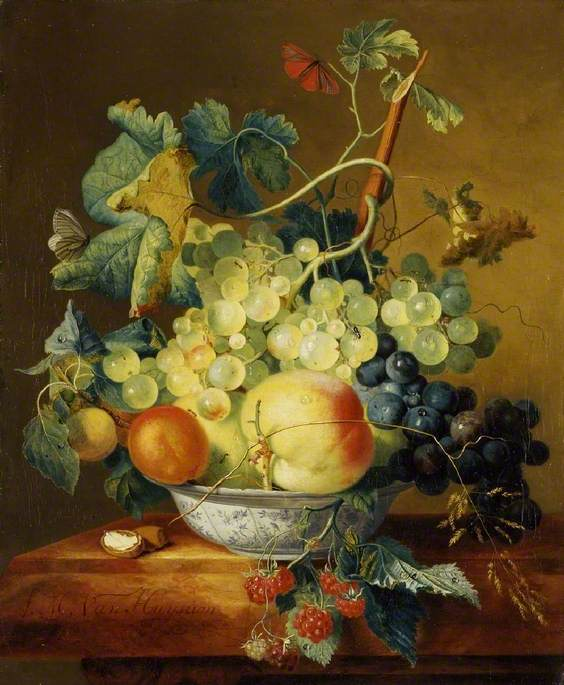
Stillleben

Francina Margaretha van Huysum wurde am 7. Januar 1707 in Amsterdam getauft. Ihr Vater war der Maler Jan van Huysum (1682–1749) und ihr Großvater Justus van Huysum (1659–1716). Sie war die Nichte vom Maler und Kopisten Jacob van Huysum (1688–1740 in London), Schlachtenmaler Justus van Huysum (1685–1707) und Maria van Huysum (1696–nach 1760). Francina van Huysum wurde von ihrem Vater als Malerin ausgebildet.
Von Francina Margaretha van Huysum ist ein datiertes Werk aus dem Jahr 1729 bekannt. Sie lebte im selben Haus wie ihr Onkel Michiel van Huysum (1703–1777). In seinem Testament von 1776 ernannte er sie zu seiner einzigen Erbin. Einige ihrer Werke wurden zunächst ihm zugeordnet. Wie Michiel van Huysum unterhielt sie enge Beziehungen zu dem bedeutenden Amsterdamer Kunstsammler des 18. Jahrhunderts Jan Gildemeester (1744–1799).
Francina Margaretha van Huysum wurde am 10. April 1780 begraben.